# Битка при Тионвил
На 6 и 7 юни 1639, испанската армия, водена от Отавио Пикомолини унищожава френската армия, командвана от Маркиз дьо Фекиер, която обсажда град Тионвил. Дьо Фекиер, който е тежко ранен, е пленен от испанците и умира в плен. Поради победата си, Пикомолини получава титлата Херцог на Амалфи от испанската корона на 28 юни.
През 1643, след френската победа в битката при Рокроа, Принц дьо Конде изтласква испанците към Тионвил, който е превзет въпреки упоритата испанска съпротива.